# پتوخوفو
شهر پتوخوفو (به روسی: Петухово) در کشور روسیه و در استان کورگان واقع شده‌است.